# Gavin Johnson
Pour les articles homonymes, voir Johnson.
Pas d'image ? Cliquez ici

a Compétitions nationales et continentales officielles uniquement.

b Matchs officiels uniquement.
Dernière mise à jour le 11 janvier 2025.
Gavin Johnson, né le 17 octobre 1966 à Louis Trichardt (Afrique du Sud), est un ancien joueur de rugby à XV sud-africain qui a joué avec l'équipe d'Afrique du Sud entre 1993 et 1995. Il joue aux postes d' ailier ou d'arrière.
Il a gagné la Coupe du monde de rugby 1995.

## Carrière

### En équipe nationale
Gavin Johnson effectue son premier test match avec les Springboks le 13 novembre 1993 à l'occasion d'un match contre l'équipe d'Argentine (victoire 52-23).

## Palmarès

### Avec les Springboks
- 7 sélections
- 5 essais, 14 transformations, 11 pénalités
- 86 points
- Sélections par saison : 1 en 1993, 2 en 1994, 4 en 1995.
- Participation à la Coupe du monde 1995 (3 matchs comme titulaire), victoire finale.